# Thymensee
Der Thymensee ist ein natürlicher See im Naturraum des Neustrelitzer Kleinseenlandes und im Naturpark Uckermärkische Seen im Landkreis Oberhavel (Brandenburg). Er liegt vollständig auf der Gemarkung der Kernstadt von Fürstenberg/Havel.

## Geographische Lage und Hydrographie

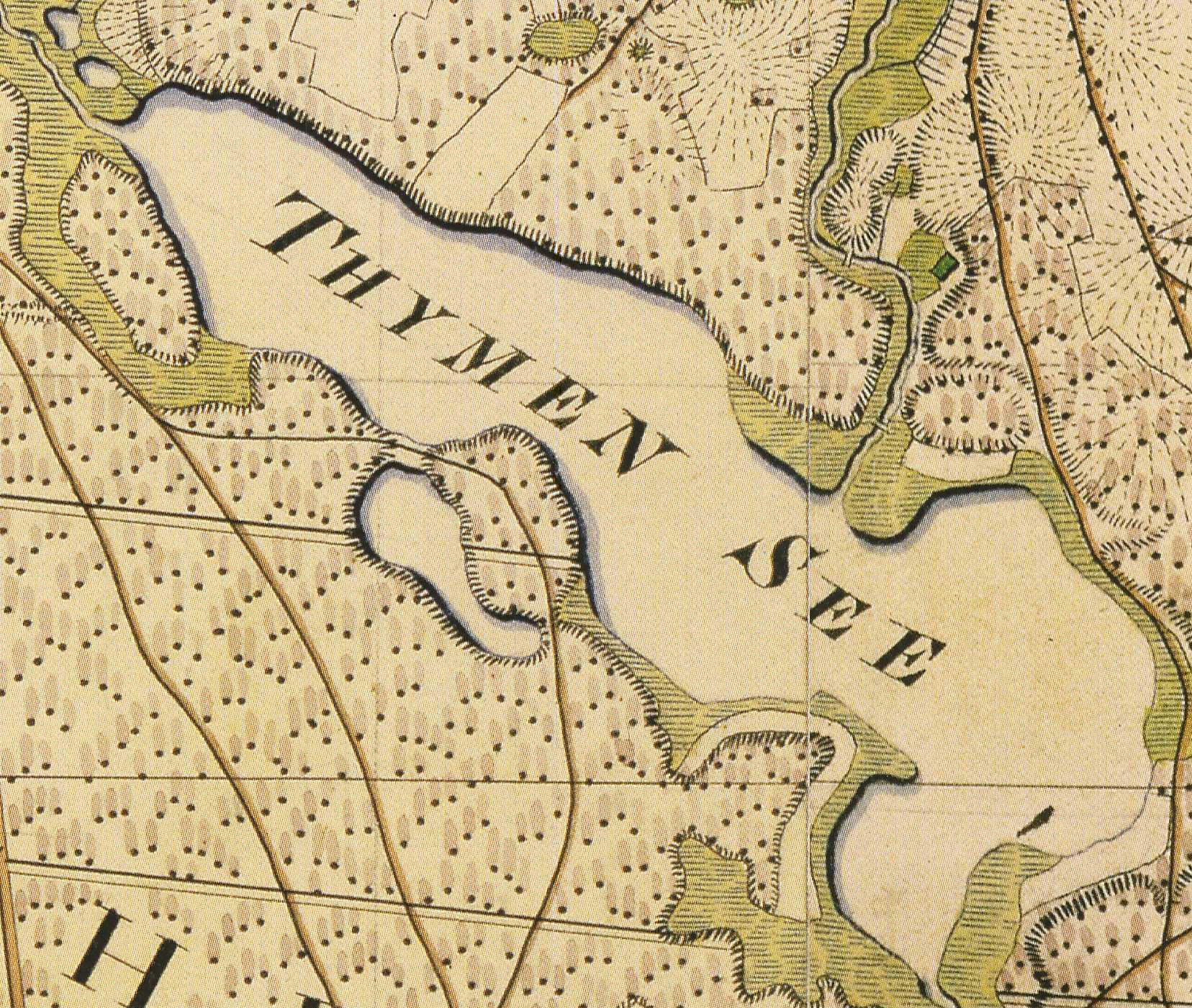
Der Thymensee auf einem Messtischblatt der Preußischen Uraufnahme von 1825

Der Thymensee liegt ca. 3,5 km nordöstlich der Kernstadt von Fürstenberg/Havel. Er erstreckt sich ca. 2,75 km in nordwest-südöstlicher Richtung, bei einer Breite von 940 Metern. Sein Wasserspiegel bedeckt eine Fläche von 111 Hektar. Die maximale Tiefe des Thymensees beträgt fünf Meter.
Der Thymensee ist der unterste See im Verlauf des Wasserlaufs mit der Gewässerkennzahl 581187, in Mecklenburg-Vorpommern Godendorfer Mühlenbach genannt, im Land Brandenburg Hegensteinfließ. Der Flussabschnitt aus dem Großen Schwaberowsee wird auch Schaberowbach genannt. Aus Nordosten mündet das Thymenfließ in den Thymensee. Der Ausfluss zum Schwedtsee der Havel, also der unterste Abschnitt des Hegesteinfließes, wird auch als Hegensteinbach bezeichnet. Der Thymensee hat über den Paulseegraben eine Verbindung zum Paulsee, der unweit des Südufers liegt.
Der Thymensee liegt in einer Seenreihe im Zungenbecken der Fürstenberger Eisrandlage, vor dem Durchbruch der Havel durch die Fürstenberger Endmoränenstaffel. Das Ufer des Sees ist wenig gegliedert, nur im Südosten ragt eine hakenförmige Halbinsel in den See hinein und schnürt das kleine südliche Becken fast vollständig ab. Das Seeufer ist fast vollständig bewaldet. Der kleine Schulzensee, der ursprünglich ca. 150 m vor dem Nordwestende lag (noch in der Topographischen Karte von Anfang des 20. Jahrhunderts verzeichnet), ist heute verschwunden.
Der See und seine Randbereich gehören vollständig zum Naturschutzgebiet Thymen, das auch noch den Großen Schwaberowsee mit einschließt.

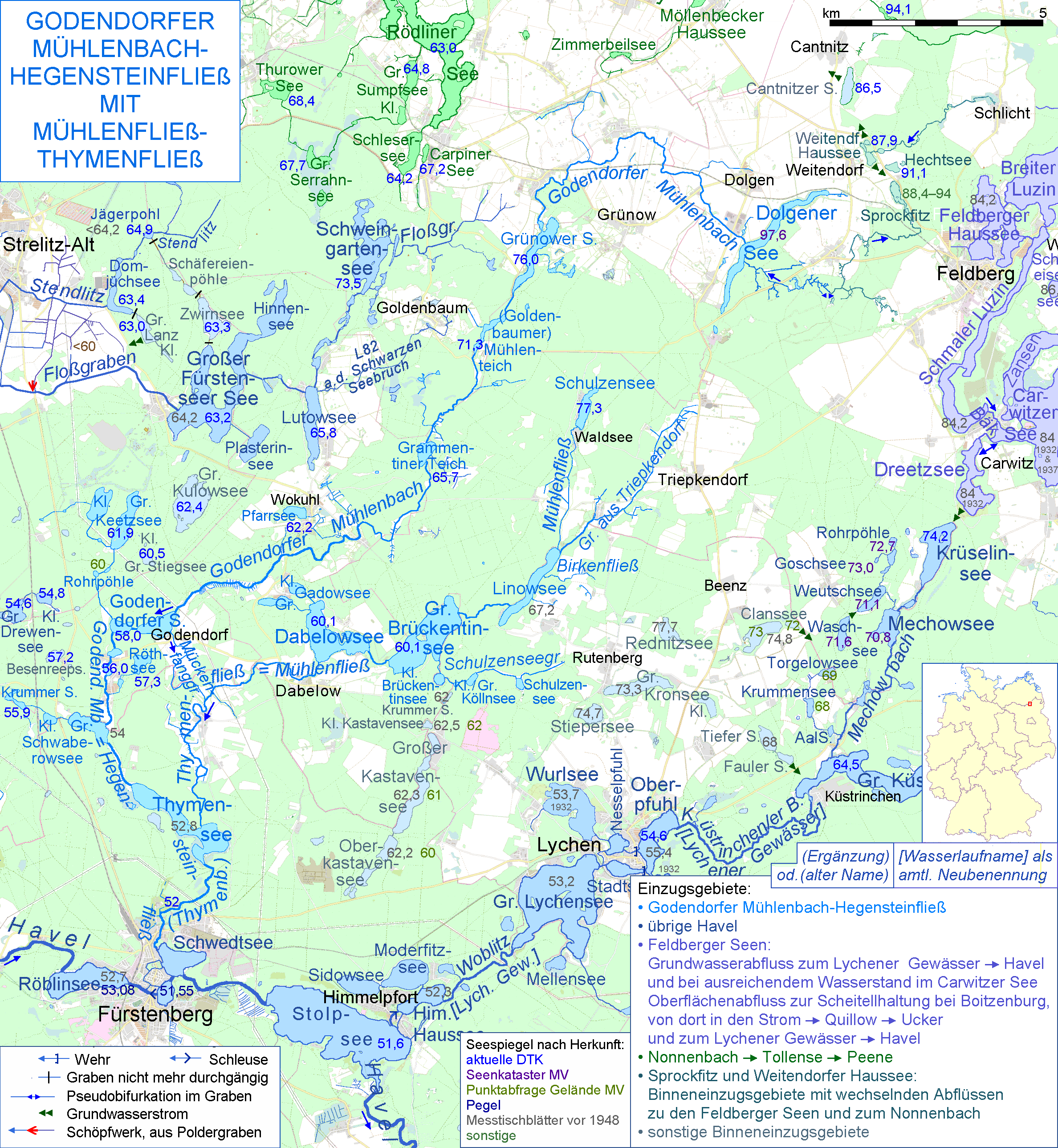
Der Thymensee an der Mündung des Mühlenfließes-Thymenfließes in das Hegensteinfließ (MV: Godendorfer Mühlenbach)

## Geschichte
Der See wurde bereits 1299 erstmals urkundlich genannt (stagnum Thymen apud uillam Garlin). Er gehörte neben 38 anderen namentlich genannten Seen zur Erstausstattung des Klosters Himmelpfort. Das Kloster erhielt vom brandenburgischen Markgrafen Albrecht III. das alleinige Nutzungsrecht. Der Ort Garlin, vermutlich auf dem Sporn gelegen, der im Süden in den See hineinragt, fiel bereits bis 1342 wüst. Es ist daher verwunderlich, dass der See nach dem Ort (Alt)-Thymen benannt ist, der immerhin einen knappen Kilometer vom See entfernt liegt. Dies gilt auch für den Fall, dass der Ort nach dem See benannt wurde. Der Ortsname lässt sich von einer altpolabischen Grundform *Tymen- zu *tymę, Gen. *tymene = Sumpf, Morast ableiten. Es lässt sich jedoch nicht entscheiden, ob der See nach dem Ort oder der Ort nach dem See benannt wurde. Der See gehörte bis 1950 zur Gemeinde Ravensbrück.

## Nutzung
Der See wird von der Seenfischerei Krempig bewirtschaftet.